# Jerry Lynn Ross
Jerry Lynn Ross (* 20. ledna 1948 v Crown Point, Indiana, USA) je důstojník letectva a americký kosmonaut. Ve vesmíru byl sedmkrát.

## Život

### Studium
Střední školu Crown Point High School absolvoval v roce 1966 a pak nastoupil k šestiletému studiu na Purdue University

### Zaměstnání
Sloužil v letech 1972 až 1979 u amerického letectva.
Oženil se s Karen, rozenou Pearsonovou.
V roce 1979 byl přijat do NASA, zprvu jako technik, v roce 1980 se dostal mezi kandidáty astronauty a o rok později do týmu astronautů. U NASA zůstal do odchodu do důchodu v lednu 2012.

### Lety do vesmíru
Na oběžnou dráhu se v raketoplánech dostal jako specialista sedmkrát a strávil ve vesmíru 58 dní, 0 hodin a 52 minut. Absolvoval 9 výstupů do volného vesmíru (EVA) a strávil v něm přes 58 hodin.
Byl 194 člověkem ve vesmíru.
- STS-61-B Atlantis, (27. listopadu 1985 – 3. prosince 1985)
- STS-27 Atlantis, (2. prosince 1988 – 6. prosince 1988)
- STS-37 Atlantis, (5. dubna 1991 – 11. dubna 1991)
- STS-55 Columbia (26. dubna 1993 – 6. května 1993)
- STS-74 Columbia (12. listopadu 1995 – 20. listopadu 1995)
- STS-88 Endeavour (4. prosince 1998 – 13. prosince 1998)
- STS-110, Atlantis (8. dubna 2002 – 19. dubna 2002)